# ウォーカソン
ウォーカソンはウォーキング(walking) とマラソン (marathon) を合わせた造語である。一部の学校で行われている強歩大会や強行遠足と同様に長距離走の一種ではあるが、全てを徒歩に限定している点を特徴とした長距離歩行大会である。
陸上競技の競歩とは異なり、完走を最終の目的としているため、強歩大会と同様に表彰など競争原理を煽ることは原則として行われない。

## 概要
明確にウォーカソンを大会名に使用しているものとして、学校では公文国際学園中等部・高等部(2018年度を以て廃止)神奈川県横浜市）の中等部でのみで行われている長距離歩行大会と、企業では金秀グループ（沖縄県）で行われている新入社員研修行事としての長距離歩行大会と同時に行われる役員以上を対象としたチャリティ基金造成のための長距離歩行大会が確認されている。
徒歩に限定しているためか、数十㎞もの距離を歩くケースが多い。公文国際学園中等部・高等部（神奈川県横浜市）の中等部と金秀グループの新入社員研修行事の両者とも30㎞以上の長距離となっている。比較的高齢者が対象とされる金秀グループの役員対象のものでも、約22㎞である。
イベントとしての色合いが強いため、各チェックポイントごとに制限時間を設けられており、時間を超過した後に到着した場合はそこで棄権扱いとなる。各チェックポイントでは疲労回復のために飲み物や軽食が用意されており、また怪我をしたり急病人のために応急処置がとれる体制も準備されている。

## 各都道府県のおもなウォーカソン

### 神奈川県
私立、公文国際学園中等部・高等部の中等部のみの長距離歩行大会として実施されており、約30kmの距離（荒天時はおよそ半分）を歩く。意志力・忍耐力の涵養 や、目標達成の喜びの共有を実施目的としている。2019年1月に「安全の確保が難しい」という理由で2018年度を以て廃止することが決定された。

### 沖縄県
沖縄県を代表する企業グループの金秀グループ（沖縄県）の恒例行事として行われており、全グループ企業合同の新入社員研修行事としての「新入社員ウォーカソン」と、同時に行われる同グループの執行役員以上を対象としたチャリティ基金造成のための「役員チャリティウォーカソン」が実施されている。
「新入社員ウォーカソン」は同グループの金秀鉄工（沖縄県西原町）から、同グループの金秀商事（沖縄県西原町）が恩納村に所有するリゾートホテルの「恩納マリンビューパレス」までの33.8㎞で行われ、完歩者には完歩証が贈られる。
「役員チャリティウォーカソン」は同グループの執行役員以上全員が参加対象となっており、同グループの金秀商事（沖縄県西原町）が、沖縄県名護市に所有するゴルフ場「喜瀬カントリークラブ」までの22.1㎞で行われ、参加者各々が歩いた距離1㎞毎に100円がチャリティ金として換算され、参加者が所属する企業がチャリティ金を提供している。集まったチャリティ金は、ゴール地の沖縄県恩納村の前兼久区と役員スタート地の沖縄県名護市の喜瀬区に寄付金として贈呈されている。

## 問題点
競技ではなく完走を目的として、学校教育や社員間の親睦の一環として行われてきたものであるが、一方で参加の強制や参加者の事前の健康診断の未実施等、課題を残したまま慣習として実施されている点は、類似する強歩大会や強行遠足と同様である。
主な例としては以下の通り。
- 個人の意思とは無関係に参加そのものを強制される。企業の場合はパワーハラスメントの可能性もある。
- 風邪や喘息などにより不参加の者に対しての評価を下げるまたは罰金を徴収することがある。
- 順位目標を強制される場合がある。
- 途中で体調が悪くなっても容易に棄権しにくい雰囲気がある。
- 走行距離が数km程度と短い持久走大会の感覚で実施する傾向が見られ、トライアスロン競技のような事前の健康診断や看護師と救急車の待機等の対応が行われていない。